# 극상학생회
《극상학생회》(일본어: 極上生徒会)는 일본 애니메이션이다. 주인공 리노와 인형 푸치가 미야가미학원으로 전학와 겪는 일을 그렸다. 코믹학원물이며 모두 26화(각30분)이다.
이와사키 요시아키가 감독하고 코나미와 J.C.스태프가 제작, 킹덤하츠 시리즈로 유명한 시모무라 요코가 음악을 담당해 2005년 TV 도쿄에서 방영됐다.

## 배경
미야가미학원(宮神學園)
진구지재벌이 세운 사립학교
극상학생회
‘미야가미학원 극대권한보유 최상급학생회’의 약칭. 학교를 운영하는 자칭 학생회.

## 학생회 구성원
극상학생회 구성원은 모두 여학생이다. 인원이 몇인지는 알려져있지 않다.

### 집행부
진구지 카나데(고3)
성우 - 나바타메 히토미, 이선
학생회장. 학교 설립자·이사장. 진구지재벌 후계자. 24화에서는 란도 리노의 어머니 란도 치에리(진구지 치에리)의 부탁을 받고 란도 리노를 맡기고 있다. 마지막화에서 교사가 된다.
킨죠 나나호(고2)
성우 - 노다 쥰코, 이영아
극상학생회의 부회장으로 유격부의 리더. 진구지 카나데와 어렸을 때부터 친한 사이로 예전에는 카나데를 증오했지만 자유를 준 그에게 감사하고 이번에 카나데에게 자유를 주려고 노력한다. 마지막화에서 회장이 된다.
긴가 쿠온(고1)
성우 - 시미즈 카오리, 전숙경
부회장/기밀부장. 마지막화에서 부회장이 된다.
란도 리노(중2)
성우 - 타무라 유카리, 김서영
서기. 복화술 인형 푸치는 어머니의 유품으로, 리노의 오빠가 죽은 후 그 영혼이 들어가서 스스로 살아 말한다. 원래는 진구지 일족으로 25화에서는 진구지 카나데를 뛰어넘는 능력이 각성됐다. 카레를 좋아한다.
이치카와 마유라(고2)
성우 - 사와시로 미유키, 장은숙
회계

### 유격부
유격부는 학교 안전을 책임진다.
히다 사유리(중3)
성우 - 카와스미 아야코, 이자옥
특기 검도. 안경이 없으면 눈이 안보이는 것이 단점.
츠노모토 레인(중3)
성우 - 마츠오카 유키, 故 윤현정
특기는 카드 공격
이즈미 카오리(중2)
성우 - 사이토 치와, 유지원
리노의 급우. 특기는 맨손 격투.

### 첩보부
첩보부는 정보 수집을 맡고 있으며, 비밀리에 활동한다.
카츠라 세이나(고3)
성우 - 사쿠마 쿠미, 홍희숙
기밀부의 리더로 원래는 진구지 일족이라서 진구지 카나데와 친한 모습을 보이고 진구지 집안을 잘 알고 있다. 본명은 진구지 세이나. 능력이 없어서 진구지 일족에서 추방당해 성을 개명했다. 동생인 카츠라 미나모도 있다.
쿠츠기 코토하(중3)
성우 - 코야마 키미코, 은정
오우메 아유무(중2)
성우 - 센다이 에리, 이주희
리노의 같은 반 단짝 친구이며 닌자지만 여자아이라서 닌자 옷을 입기 싫어한다. 원래는 기밀부 소속으로 진구지 카나데의 명령으로 란도 리노가 극상학생회 멤버로 뽑히게 만든 장본인. 처음에는 회장의 명령으로 리노에게 다가갔지만 리노와 정이 들고 함께 지낸다.

### 기타/그외 인물
신디 마나베(고3)
성우 - 故 카와카미 토모코, 최은애
차량부로 미국인.
카츠라 미나모(중1)
성우 - 츠지 아유미, 장경희
세이나의 동생
이와자쿠라 류헤이타
성우 - 최정호
란도 치에리
성우 - 히사카와 아야, 윤현정
란도 리노의 어머니로 본래 이름은 진구지 치에리. 리노가 가지기 전에 풋짱을 가지고 있었음.
풋짱(푸치)
성우 - 타무라 유카리, 김서영
리노의 친구이자 항상 손에 들고 다니는 인형. 사실 그의 정체는 란도 리노의 친 오빠인 란도 테츠야.
오우메 우라토
성우 - 문남숙
오우메 아유무의 쌍둥이 남동생. 닌자.
킨죠 시로
성우 - 전태열
나나호의 친 넷째 오빠.
킨죠 카즈히로
성우 - 스와베 준이치, 이원찬
나나호의 친 첫째 오빠.